# Astenosfera

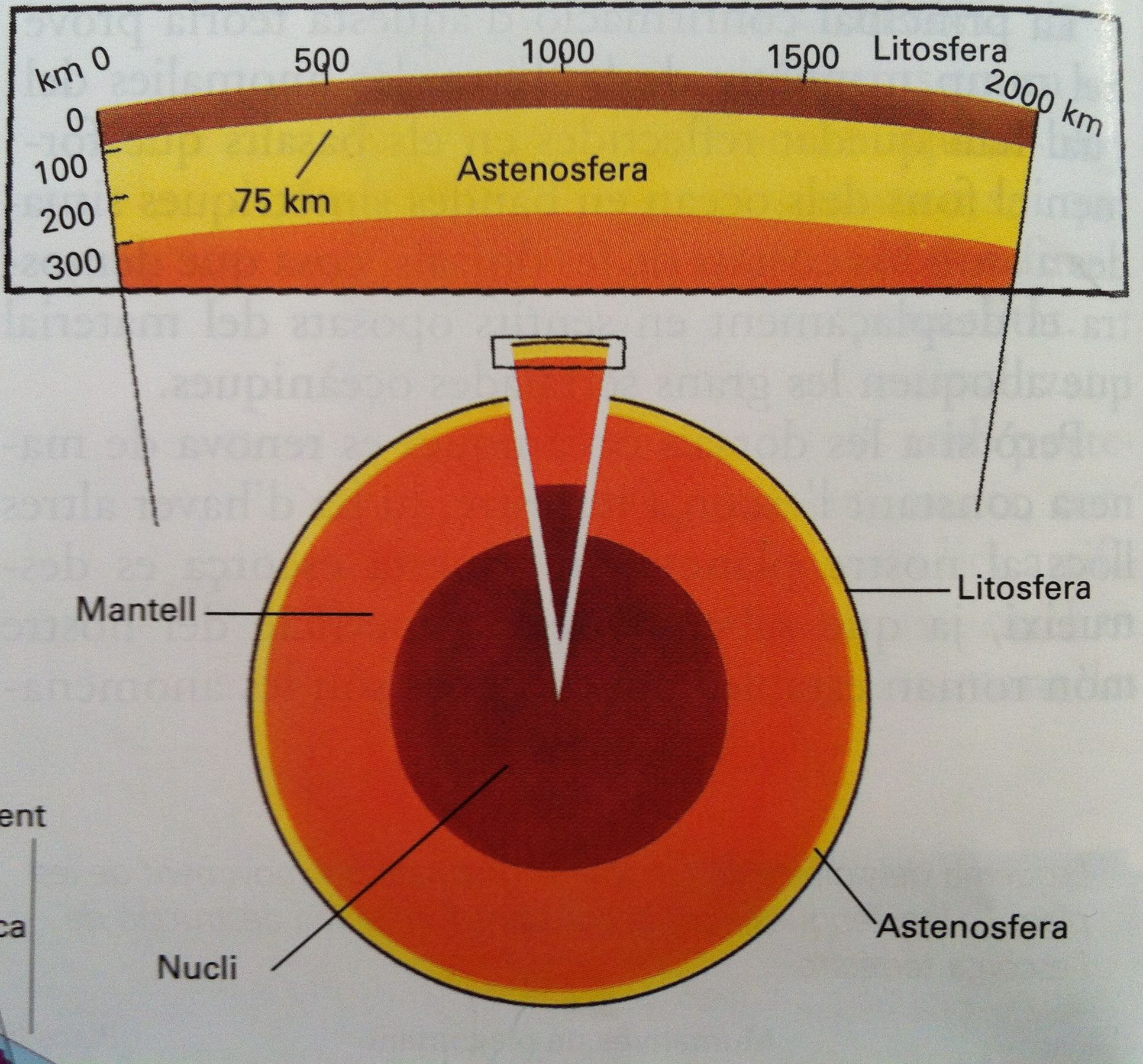
Astenosfera

L'astenosfera o zona de velocitat reduïda és una capa del mantell terrestre situada a una profunditat d'entre 50 i 200 km on les ones sísmiques es propaguen molt a poc a poc.

## Descripció
Es tracta d'una zona on els materials es troben en estat liquat i on existeixen importants corrents de convecció, la qual cosa provoca el moviment de tota la massa situada a sobre, que rep el nom de litosfera i que engloba l'escorça i una part del mantell superior.
La temperatura dels materials que componen l'astenosfera tendeixen a ser just per sota del seu punt de fusió. Això els dona una qualitat similar al plàstic que pot ser comparat amb el vidre.
L'astenosfera té un gruix de 500 km. A causa dels seus moviments de convecció es produeix la deriva continental. El basalt de l'astenosfera llisca per les dorsals oceàniques fent que l'escorça oceànica s'expandeixi, però quan es troba amb un obstacle (els continents) la placa oceànica passa per sota de les plaques continentals i retorna el basalt a l'astenosfera. Al cap del temps, aquesta placa adquireix una gran resistència.

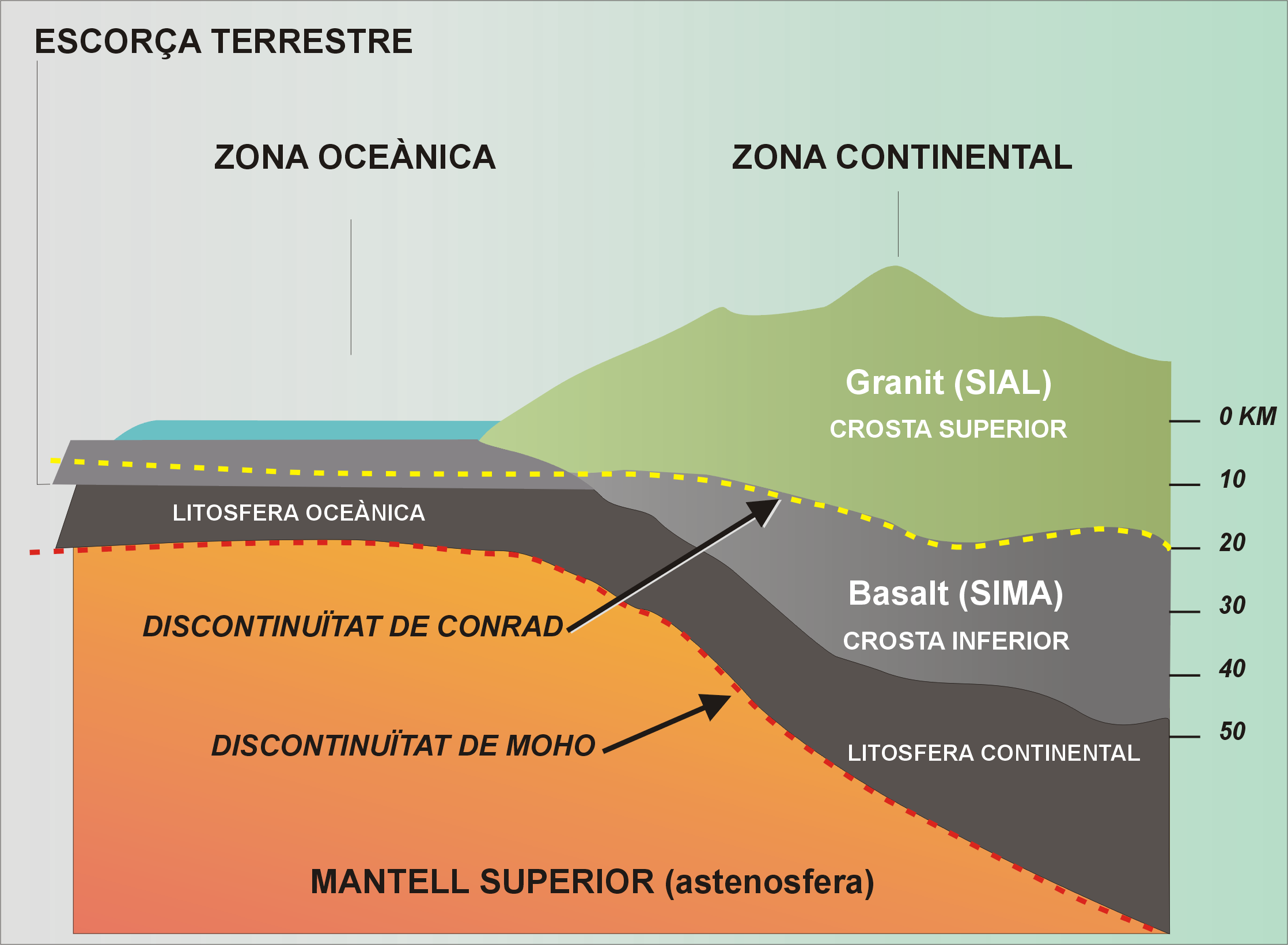
Representació de les capes superiors de la Terra. L'astenosfera és la part del mantell en contacte amb la crosta. Discontinuïtat de Mohorovicic com a frontera entre capes.

## Dubtes
L'any 1914, el geòleg Joseph Barrell va suggerir que a l'interior del mantell, a uns 100 km de profunditat, hi havia una zona en què les altes temperatures devien fer que els materials perdessin gran part de rigidesa i es comportessin plàsticament. Va anomenar astenosfera aquesta nova capa, que significa 'capa dèbil'. L'astenosfera permetria que els fons de les conques s'enfonsessin a causa del pes dels sediments que s'hi acumulaven, i que els relleus s'alcessin a mesura que l'erosió els anava alleugerint de pes. Aquest procés corresponia a la isostàsia.
Els desplaçaments verticals a causa de la isostàsia són de vegades molt notables. Per exemple, la península d'Escandinàvia s'ha aixecat diverses desenes de metres des que fa 10.000 anys va desaparèixer el casquet de glaç que la recobria; actualment, es continua aixecant a una velocitat d'entre 1 i 10 mm/any, segons les zones. Quan es va començar a parlar sobre la teoria de tectònica de plaques l'astenosfera va aconseguir més protagonisme, fins i tot, es va arribar a pensar que aquesta capa era l'única responsable dels moviments de convecció (no tot el mantell).
Però durant la dècada de 1990 es va veure que no era on se suposava, és a dir, a sota de la litosfera. Avui dia, amb l'ajuda de la topografia sísmica, que ha revelat que tot el mantell terrestre flueix, ha permès donar una volta a la realitat, en què l'astenosfera queda descartada per innecessària i, per tant, inexistent. Tot i això, encara s'utilitza aquest terme en llibres de ciència.